# Cosan
Cosan ist ein brasilianisches Unternehmen, das aus 4 Tätigkeitsbereichen besteht: Vertrieb von Kraftstoff (70,3 % des Nettoumsatzes), Methanolproduktion (20,2 %), Verteilung von Erdgas (6,7 %), Produktion und Verkauf von Schmiermitteln (2,8 %).
Das Unternehmen ist im Besitz von Rubens Ometto.
Zusammen mit Shell betreibt Cosan das Joint Venture Raízen.

## Unternehmen
- Raízen
- Rumo Logística
- Cosan Lubrificantes
- Radar Propriedades
- Comgás

## Geschichte
1936 Beginn der Unternehmensgeschichte mit der Gründung einer Zuckerfabrik in Piracicaba, Bundesstaat São Paulo.
1986 Expansion durch Erwerb neuer Zuckerfabriken und Export von Zucker aus den südlichen Bundesstaaten Brasiliens
1993 Erster Export von Massenzucker
2002 Weitere Expansion durch den Erwerb der Da Barra Mill in Bara Bonita, Bundesstaat São Paulo.
2005 Der Gang an die Börse in São Paulo ergab einen Erlös von 400 Mio. US-Dollar. Damit war Cosan der erste Konzern aus dieser Branche am Novo Mercado.
2007 Börsengang der Cosan Limited an der New York Stock Exchange (NYSE).
2008
- Gründung des Eisenbahn- und Logistikunternehmens Rumo Logística.
- Erwerb der Vermögenswerte von ExxonMobil in Brasilien. Dies war der Einstieg in den Treib- und Schmierstoffhandel in Brasilien.
- Gründung von Radar Propriedades, einer Gesellschaft zur Vermarktung von Agrarflächen.

2009 Erwerb von Nova America, Açúcar União.
2011 Gründung von Raizen, einem Joint Venture zwischen Cosan und Shell zur Produktion von Zucker und Ethanol aus Zuckerrohr.
2012 Einweihung von Brasiliens größtem Logistik Zentrum durch Rumo Logística in Itirapina, Bundesstaat São Paulo.
2013
- Erwerb der Mehrheit an Comgás, Brasiliens führendem Erdgaserzeuger.
- Erwerb von Comma of England.
- Einweihung von Logum, einer Ethanol Pipeline von den Produktionsstätten zu den Verbrauchsregionen Paulínia, São Paulo und Rio de Janeiro

2014 Ausgliederung der Logistikaktivitäten der Cosan S/A in Cosan Logística.
2015 Zusammenschluss von Rumo Logistica mit América Latina Logística, (ALL) zu Brasiliens größtem Logistikunternehmen mit eigenem Eisenbahnnetz.
2016
- Cosan Biomassa schließt sich zu einem Joint Venture mit Sumitomo of Japan zur Produktion von Pellets aus Zuckerrohr Bagasse            (Pressrückstand aus Zuckerrohr) und Stroh zusammen.

- Cosan beschließt, seinen Anteil an Radar bis auf einen Rest von 3 % zu verkaufen.